# Cité scolaire
En France, une cité scolaire est un ensemble immobilier constitué d'au moins deux établissements scolaires qui utilisent en commun des locaux, et dont au moins un est un établissement du second degré. Ces établissements peuvent être des collèges, des lycées généraux et technologiques, des lycées professionnels, voire des écoles primaires.
La répartition des cités scolaires sur le territoire français dépend beaucoup de l'histoire : lors des années de grand développement des constructions scolaires, dans les années 1970 et 1980, des bâtiments différenciés par niveau scolaire ont été édifiés dans les régions qui n'étaient pas déjà pourvues en grands établissements secondaires. Dans les grandes villes, en revanche, où il en existait déjà d’importants, ceux-ci ont été agrandis et développés en cités scolaires, d'autant plus que, bien souvent, le terrain manquait. Des cités scolaires accueillant plusieurs milliers d'élèves se trouvent donc dans les centres-villes des grandes villes françaises.